# Steven Pinker
Steven Arthur Pinker (Montréal, Kanada, 1954. szeptember 18.) kanadai-amerikai kognitív pszichológus, 2003 óta a Harvard Egyetem pszichológia professzora. Neve legtöbbször az evolúciós pszichológia és az elme komputációs elmélete kapcsán merül fel. Fő kutatási területe a pszicholingvisztika és a tudat. Több tudományos-ismeretterjesztő írás szerzője.

## Életpályája
Montréal angolul beszélő vallásos zsidó közösségébe született, de utóbb ateistának vallja magát. Apja ügyvéd volt, anyja életvezetési tanácsadó, majd középiskolai igazgatóhelyettes. Egy fiú- és egy lánytestvére van. Kétszer elvált, gyereke nincs. Jelenlegi felesége Rebecca Goldstein író, filozófus, ortodox zsidó család gyermeke.

### Iskolái
- Alapfokú bölcsésztudományi diploma (kísérleti pszichológia), McGill Egyetem, 1976
- PhD doktori fokozat (kísérleti pszichológia), Harvard Egyetem, 1979

### Munkahelyek
- 1981-1982 Stanford Egyetem, Kalifornia
- 1981-2003 Massachusetts Institute of Technology (MIT)
- 1995-1996 Kaliforniai Egyetem, Santa Barbara
- 2003– Harvard Egyetem

## Kutatási témái
Kezdetben a vizuális feldolgozási folyamatokkal foglalkozott, mint a formák észlelése, arcfelismerés, tárgyak felismerése és a figyelem irányítása a látómezőben. Az egyetemei évek második felében kezdte érdekelni a pszicholingvisztika, különösen a gyerekek nyelvi fejlődése: hogyan sajátítják el a gyerekek anyanyelvük nyelvtanát, szabályos – szabálytalan igeragozás tanulása. E témában jelenleg is folytat ikerkutatásokat a Harvardon. Emellett még vizsgálatokat folytat a nyelv idegi struktúráival, metaforák használatával és az indirekt beszéddel kapcsolatban is.

## Könyvei

### Fontosabb könyvei
- Pinker, S. (1984) Language Learnability and Language Development. Cambridge, MA: Harvard University Press
- Pinker, S. (1989) Learnability and Cognition: The Acquisition of Argument Structure. Cambridge, MA: MIT Press/Bradford Books
- Pinker, S. (1994) The Language Instinct. New York: HarperCollins
- Pinker, S. (1997) How the Mind Works. New York: Norton
- Pinker, S. (1999) Words and Rules: The Ingredients of Language. New York: HarperCollins
- Pinker, S. (2002) The Blank Slate: The Modern Denial of Human Nature. New York: Viking
- Pinker, S. (2005) Hotheads (Excerpt from How the Mind Works). London: Penguin Books
- Pinker, S. (2007) The Stuff of Thought: Language as a Window into Human Nature. New York: Viking
- Pinker, S. (2011) The Better Angels of Our Nature: Why Violence Has Declined. New York: Viking
- Pinker, S. (2018) Enlightenment Now: The Case for Reason, Science, Humanism, and Progress. New York: Viking
- Pinker, S. (2021) Rationality: What It Is, Why It Seems Scarce, Why It Matters. New York: Viking

## Magyarul megjelent könyvek
- Pinker, S. (1994): A nyelvi ösztön. Hogyan hozza létre az elme a nyelvet?; ford. Bocz András; Typotex, Bp., 1999 (Test és lélek)
  - Steven Pinker, A nyelvi ösztön (Hogyan hozza létre az elme a nyelvet?), ford. Bocz András, Budapest, Typotex, 2006 (Test és lélek) ISBN 963-9664-04-9 – 2., jav. kiad.
- Pinker, S. (1997): Hogyan működik az elme; ford. Csibra Gergely; Osiris, Bp., 2002 (Osiris tankönyvek) ISBN 963-389-231-7
- Pinker, S. (2011): Az erőszak alkonya. Hogyan szelídült meg az emberiség?; ford. Gyárfás Vera; Typotex, Bp., 2018 (Test és lélek) ISBN 978-963-279-965-0
- Pinker, S. (2018): Felvilágosodás most. Védőbeszéd az értelem, a tudomány, a humanizmus és a haladás mellett; ford. Mátics Róbert; Alexandra, Pécs, 2019 ISBN 978-963-447-585-9